# 敦煌镇
敦煌镇，是中國歷史上南北朝時北魏设置的軍鎮之一。
魏太武帝太延五年（439年），魏太武帝亲征沮渠牧犍，灭北凉，置敦煌镇，在今甘肃敦煌市西。辖境相当今甘肃疏勒河以西及以南地区。设镇都大将，领张掖军、酒泉军及乐官戍、玉门关戍等。对加强北魏与西域的政治联系及经济、文化交流有积极影响。魏孝明帝罢镇立州，置瓜州敦煌郡。